# Цона
Цона (тиб. མཚོ་སྣ་རྫོང, Вайли: mtsho sna rdzong, кит. упр. 错那县, пиньинь Cuònà xiàn, палл. Цона сянь) — уезд в городском округе Шаньнань, Тибетский автономный район, КНР. Китай также считает частью уезда некоторые территории, которые Индия считает частью своего штата Аруначал-Прадеш.

## География
Регион расположен южнее Гималайского хребта. Китайские справочники дают в качестве его площади цифру 34979 км², однако она включает и «территории, незаконно удерживаемые Индией»; китайские власти контролируют лишь 10094 км².

## История
Уезд был создан в 1959 году.

## Административное деление
Уезд делится на 1 посёлок, 5 волостей и 4 национальные волости:
- Посёлок Цона (错那镇)
- Волость Кечу (库局乡)
- Волость Чучомо (曲卓木乡)
- Волость Лампуг (浪坡乡)
- Волость Джорра (觉拉乡)
- Волость Кардаг (卡达乡)
- Лэ-Мэньбаская национальная волость (勒门巴族乡)
- Гунжи-Мэньбаская национальная волость (贡日门巴族乡)
- Цзиба-Мэньбаская национальная волость (吉巴门巴族乡)
- Мама-Мэньбаская национальная волость (麻玛门巴族乡)